# 西村理沙
西村 理沙（にしむら りさ、1986年7月6日 - ）は、日本の女優。東京都出身。

## 人物
小学5年生の時から芸能界に憧れていたという。1999年の『De☆View 冬の特別オーディション』に、大好きな広末涼子が所属しているフラームも参加していることもあって応募し、合格。サントリー・南アルプス天然水のCMで芸能界デビュー。デビュー当時の所属事務所はそのフラームだった。アイドルとして芸能活動していたが、一時引退後カプリコーンに移籍して芸能界復帰。その後アミューズ系列の養成所に移籍し、さらにリップに移籍した。その後フリップアップに移籍してからは女優業に専念している。

## 出演

### テレビドラマ
- 少年は鳥になった（2001年、TBSテレビ） - ヒロイン：キラ 役
- 消息を絶つ 全9話（2005年、讀賣テレビ放送） - 主演：エリコ 役
- 新名奉行! 大岡越前（2006年、テレビ朝日）
- おじいさん先生（2007年、日本テレビ放送網）
- 探偵学園Q 4話（2007年、日本テレビ放送網） - ゲスト
- 姿三四郎（2007年、テレビ東京）
- あしたの、喜多善男〜世界一不運な男の、奇跡の11日間〜（2008年、関西テレビ放送）

### 映画
- ランドリー（1999年、森淳一監督）
- 2番目の彼女（2005年、大森美香監督）
- ピューと吹く!ジャガー（2008年、マッコイ斎藤監督）
- 氷菓（2017年、安里麻里監督）

### 舞台
- ミュージカル ふたり（2004年、平光琢也演出）
- ラフカット2005（2005年、堤泰之演出）

### CM
- サントリー・南アルプス天然水（1999年）
- エバラ・寄せ鍋の素（2008年）